# Jorge Arévalo
Jorge Arévalo Morales (* 10. März 1941 in Mexiko-Stadt) ist ein ehemaliger mexikanischer Fußballspieler, der in der Abwehr bzw. im defensiven Mittelfeld agierte.

## Laufbahn
In den Spielzeiten 1966/67 und 1967/68 gewann Arévalo mit dem Deportivo Toluca FC zweimal hintereinander die mexikanische Fußballmeisterschaft und den Supercup. Nach seinem Wechsel zum CD Cruz Azul gewann er mit den Cementeros das wegen der Fußball-WM im eigenen Land ausgetragene Sonderturnier México 70 und somit zum dritten Mal den mexikanischen Meistertitel. Außerdem spielte Arévalo noch für die Tiburones Rojos Veracruz.
In den Jahren 1968 und 1970 bestritt Arévalo drei Länderspieleinsätze für „El Tri“.

## Erfolge
- Mexikanischer Meister: 1966/67, 1967/68, México 70
- Mexikanischer Supercup: 1967, 1968